# Campeonato Africano de Atletismo de 2014 - Revezamento 4x100 m masculino
A prova dos 4 x 100 metros estafetas masculino do Campeonato Africano de Atletismo de 2014 foi disputada entre os dias 11 e 12 de agosto de 2014 no Estádio de Marrakech  em Marrakech, no Marrocos. Participaram da prova 14 equipes. 

## Recordes
Antes desta competição, os recordes mundiais e do campeonato nesta prova eram os seguintes:
|                       | Nome                                                              | Nacionalidade | Tempo  | Local       | Data                 |
| --------------------- | ----------------------------------------------------------------- | ------------- | ------ | ----------- | -------------------- |
| Recorde mundial       | Nesta Carter, Michael Frater Yohan Blake, Usain Bolt              | Jamaica       | 36s 84 | Londres     | 11 de agosto de 2012 |
| Recorde do campeonato | Hannes Dreyer, Corne Du Plessis Sergio Mullins, Thuso Mpuang      | África do Sul | 38s 75 | Addis Ababa | 2 de maio de 2008    |
| Recorde africano      | Osmond Ezinwa, Olapade Adeniken Francis Obikwelu, Davidson Ezinwa | Nigéria       | 37s 94 | Atenas      | 9 de agosto de 1997  |

## Medalhistas
| Ouro | Prata                                                              | Bronze                                                                                  |
| Nigéria · Ogho-Oghene Egwero · Monzavous Edwards · Obinna Metu · Mark Jelks · Divine Oduduru* · Seye Ogunlewe* | Gana · Daniel Gyasi · Solomon Afful · Emmanuel Dassor · Tim Abeyie | Argélia · Mahmoud Hammoudi · Ali Bouguesba · Skander Djamil Athmani · Soufiane Bouhadda |

* Atletas que competiram apenas nas baterias e receberam medalhas.

## Cronograma
Todos os horários são locais (UTC+1).
| Data         | Hora  | Evento  |
| ------------ | ----- | ------- |
| 11 de agosto | 21:30 | Bateria |
| 12 de agosto | 21:20 | Final   |

## Resultados

### Bateria
Qualificação: 3 atletas de cada bateria (Q) mais os  2 melhores qualificados (q). 
| Posição | Bateria | Nacionalidade      | Atletas                                                                    | Tempo | Notas  |
| ------- | ------- | ------------------ | -------------------------------------------------------------------------- | ----- | ------ |
| 1       | 1       | Nigéria            | Divine Oduduru, Monzavous Edwards, Obinna Metu, Seye Ogunlewe              | 39.51 | Q      |
| 2       | 1       | Gana               | Daniel Gyasi, Solomon Afful, Emmanuel Dassor, Tim Abeyie                   | 39.64 | Q      |
| 3       | 2       | Argélia            | Mahmoud Hammoudi, Ali Bouguesba, Skander Djamil Athmani, Soufiane Bouhadda | 40.43 | Q      |
| 4       | 2       | Quênia             | Stephen Barasa, Solomon Buoga, Tony Chirchir, Walter Moenga                | 40.58 | Q      |
| 5       | 2       | Senegal            | Mamadou Gueye, Moulaye Sonko, Moussa Dembélé, Daouda Diagne                | 40.95 | Q      |
| 6       | 1       | Camarões           | Jean Tarcisus Batambock, Emmanuel Fortsi, Armand Tsoaoule, Idrissa Adam    | 41.06 | Q      |
| 7       | 2       | Angola             | Mauro Gaspar, Osvaldo Alexandre, Prisca Baltazar, Kevin Oliveira           | 41.30 | q      |
| 8       | 1       | Seicheles          | Dylan Sicobo, Ned Azemia, Neddy Marie, Leeroy Henriette                    | 41.86 | q      |
| 9       | 2       | África do Sul      | Henricho Bruintjies, Simon Magakwe, Akani Simbine, Ncincihli Titi          | DSQ   | R170.7 |
| 10      | 1       | Costa do Marfim    |                                                                            | DNS   |        |
| 10      | 1       | Mali               |                                                                            | DNS   |        |
| 10      | 1       | Marrocos           |                                                                            | DNS   |        |
| 10      | 2       | Etiópia            |                                                                            | DNS   |        |
| 10      | 2       | República do Congo |                                                                            | DNS   |        |

### Final
| Posição           | Raia | Nacionalidade | Atletas                                                                    | Tempo | Notas            |
| ----------------- | ---- | ------------- | -------------------------------------------------------------------------- | ----- | ---------------- |
| Medalha de ouro   | 4    | Nigéria       | Ogho-Oghene Egwero, Monzavous Edwards, Obinna Metu, Mark Jelks             | 38.80 |                  |
| Medalha de prata  | 6    | Gana          | Daniel Gyasi, Solomon Afful, Emmanuel Dassor, Tim Abeyie                   | 39.28 |                  |
| Medalha de bronze | 5    | Argélia       | Mahmoud Hammoudi, Ali Bouguesba, Skander Djamil Athmani, Soufiane Bouhadda | 39.89 | Recorde nacional |
| 4                 | 3    | Quênia        | Stephen Barasa, Solomon Buoga, Tony Chirchir, Walter Moenga                | 40.10 |                  |
| 5                 | 1    | Angola        | Mauro Gaspar, Osvaldo Alexandre, Prisca Baltazar, Kevin Oliveira           | 40.41 | Recorde nacional |
| 5                 | 8    | Camarões      | Armand Tsoaoule, Jean Tarcisus Batambock, Pierre Paul Bissek, Idrissa Adam | 40.42 |                  |
| 7                 | 7    | Senegal       | Moussa Dembélé, Amadou Ndiaye, Daouda Diagne, Moulaye Sonko                | 40.50 |                  |
| 8                 | 2    | Seicheles     |                                                                            | DNS   |                  |

Legenda
| Recorde mundial       | Recorde mundial (World record)               |                       | Recorde africano                      | Recorde africano (African) |                                           | Q | Classificado por posição (Qualified) |
| Recorde do campeonato | Recorde do campeonato (Championship record)  | Recorde da América    | Recorde da América (Americas)         | q                          | Classificado por melhor tempo (Qualified) |   |                                      |
| Melhor marca do ano   | Melhor marca do ano (World leading)          | Recorde asiático      | Recorde asiático (Asian)              | DNS                        | Não largou (Did not start)                |   |                                      |
| Recorde nacional      | Recorde nacional (National record)           | Recorde europeu       | Recorde europeu (European)            | DNF                        | Não terminou (Did not finish)             |   |                                      |
| Recorde pessoal       | Recorde pessoal do atleta (Personal best)    | Recorde da Oceania    | Recorde da Oceania (Oceania)          | DSQ / DQ                   | Desclassificado (Disqualified)            |   |                                      |
| Recorde da temporada  | Recorde da temporada do atleta (Season best) | Recorde sul-americano | Recorde sul-americano (South America) | NM                         | Sem marca (No mark)                       |   |                                      |